# Victoria Benedictsson
Victoria Benedictsson (6 de març de 1850, Bruzelius, Escània meridional - 21 de juliol de 1888, Copenhaguen) va ser una escriptora sueca que feia servir el pseudònim d'Ernts Ahlgrén. Es va casar amb vint anys amb un vidu amb fills molt més gran que ella, de qui es va separar. Va reunir en dos volums els seus escrits sobre la vida rural d'Escània: Fran Skane ('Pàgines d'Escània') de 1884, i Folkliv och sma berättelser ('Vida de poble i relats curts') de 1887. També va escriure les novel·les Pengar ('Diners') de 1885 i Fru Marianne ('La senyora Marianne') de 1887. Aquesta última obra és la vida matrimonial de la protagonista Marianne, que tindrà un amor romàntic en el personatge anomenat Pal, refinat i cosmopolita, però que deixarà quan es queda embarassada del marit Börje, home tranquil i treballador. Una obra polèmica per la política reivindicativa de les dones que es feia en aquells moments. El seu estil senzill li va permetre arribar a molt més públic. El final de la seva vida va acabar amb el suïcidi per l'amor que sentia cap a Georg Brandes, escriptor danès.